# Shubert Theatre (Boston)
Lo Shubert Theatre è un teatro di Boston, Massachusetts, situato al numero 263-265 di Tremont Street nel quartiere dei teatri di Boston.

## Storia
Aprì il 24 gennaio 1910 con una produzione de La bisbetica domata di Shakespeare con E.H. Sothern e Julia Marlowe. L'architetto Thomas M. James (Hill, James e Whitaker) progettò l'edificio, che può ospitare circa 1.600 persone. Originariamente concepito come The Lyric Theatre dal committente Charles H. Bond, fu rilevato da The Shubert Organization nel 1908 dopo la morte di Bond.
L'edificio è stato aggiunto al National Register of Historic Places nel 1980. Nel febbraio 1996 il Wang Center ha firmato un contratto di locazione di 40 anni per gestire il teatro con la Shubert Organization, che continua a possedere l'edificio e la proprietà; il teatro ha riaperto dopo la ristrutturazione nel novembre 1996. La famiglia Boch è diventata l'omonimo del centro nel 2016, rendendo il nome completo del teatro Shubert Theatre presso il Boch Center.

## Impegni pre-Broadway
- 1949: South Pacific
- 1950: Arms and the Girl, Call Me Madam, Out of This World
- 1951: The King and I, Paint Your Wagon, A Month of Sundays
- 1952: Three Wishes for Jamie
- 1953: Me and Juliet, John Murray Anderson's Almanac
- 1954: By the Beautiful Sea, The Pajama Game, Fanny, Hit the Trail
- 1955: Ankles Aweigh, Damn Yankees, Reuben, Reuben, Pipe Dream
- 1956: The Amazing Adele, The Most Happy Fella, Ziegfeld Follies of 1956, Shangri-La, Bells Are Ringing, Happy Hunting
- 1957: New Girl in Town, Jamaica
- 1958: Flower Drum Song
- 1959: Juno, Destry Rides Again, Take Me Along, The Sound of Music, Fiorello!, The Pink Jungle
- 1960: Lock Up Your Daughters!, Tenderloin, Camelot
- 1961: Kean
- 1963: 110 in the Shade
- 1964: Funny Girl, Golden Boy, Ben Franklin in Paris, Bajour, Baker Street
- 1965: Kelly, Do I Hear a Waltz?, The Roar of the Greasepaint - The Smell of the Crowd, Hot September
- 1966: Mame, The Apple Tree, Cabaret, Breakfast at Tiffany's
- 1967: Darling of the Day
- 1968: Her First Roman, Zorba
- 1970: Company, Two By Two, No, No, Nanette
- 1971: Prettybelle, Lolita, My Love, On the Town
- 1972: Sugar
- 1973: Molly
- 1974: Gypsy
- 1975: Pacific Overtures
- 1976: Rex, The Baker's Wife
- 1978: The Prince of Grand Street
- 1981: Dreamgirls